# L.O.L.A
Pour les articles homonymes, voir Lola.
 (avril 2016).
Si vous disposez d'ouvrages ou d'articles de référence ou si vous connaissez des sites web de qualité traitant du thème abordé ici, merci de compléter l'article en donnant les références utiles à sa vérifiabilité et en les liant à la section « Notes et références ».
L.O.L.A est un roman de Claire Mazard publié en 1999. Ce livre est édité par Flammarion dans la 
collection « Castor Poche ».

## Synopsis
Lola est une collégienne qui vit avec sa mère,  son beau-père et son beau-frère Jérome, qu'elle déteste car elle trouve que c'est un bébé et ne le considère pas comme son frère. Un jour, elle commence à recevoir des lettres anonymes. Dans celles ci, l'auteur raconte son enfance et celle de sa cousine Galla, que ses parents vont adopter après la mort des parents de celle-ci. Les courriers racontent la jalousie du garçon envers sa cousine, qu'il croit favorisée par ses parents. Il le regrettera trop tard, car il est désormais SDF et ne sait pas où est Galla. Il demande alors à Lola de faire attention à Jérôme. Vers la fin, l'auteur des lettres meurt sans avoir pu reparler à Galla. Lola retrouve alors Galla et lui envoie les courriers. Galla, désormais âgée, les lit et finit en sanglots à la fin du livre, dans les bras de son petit-fils.